# Совет по языку и литературе Малайзии
Совет по языку и литературе Малайзии (малайск. Dewan Bahasa dan Pustaka) — научно-исследовательский и издательский центр в Малайзии.

## Деятельность
Основан в 1956 году. В 1959 году получил статус автономного органа при министерстве образования. Находится в Куала-Лумпуре. Имеет отделения в Алор-Сетаре, Келантане, Джохор-Бару, Сабахе и Сараваке. Ведёт работу по регулированию и развитию национального языка, поиску и поощрению литературных талантов. Издаёт словари (крупнейший Kamus Dewan, первоначально составленный Теуку Искандаром и выдержавший уже четыре редакции), учебники и художественную литературу на малайском языке и несколько журналов.
Здание с мозаикой на фасаде построено по проекту архитектора Т. Ю. Ли (1956). В 2003 году Совет переехал в новое 33-этажное здание с крышей в виде раскрытой книги. В Совете в разное время работали такие крупные малайзийские литераторы, как Усман Аванг, Кемала, Баха Заин, А. Азиз Дераман, Кассим Ахмад и др.

## Сотрудничество с Россией
Совет по языку и литературе Малайзии поддерживает тесное сотрудничество с московским обществом «Нусантара», в частности, при содействии Совета общество выпустило несколько книг, в том числе антологию тралиционной и современной малайской поэзии «Ручей».В 1995 г. между Советом и обществом подписан Меморандум о взаимопонимании, определяющий сферы взаимного сотрудничества (обмен учеными, подготовка и издание совместных работ и т. п.).

## Мнение
Олицетворение культурной политики Малайзии – колоссальный небоскрёб Совета по языкe и литературе Малайзии (Dewan Bahasa Dan Pustaka). Огромное учреждение с мощным бюджетом не просто защищает малайский язык от вредных инородных влияний, но и на научной основе «вписывает» в литературную малайскую речь новые слова, понятия и термины, во множестве появляющиеся в эпоху НТР. Благодаря этому малайскому языку удаётся гармонично балансировать между скатыванием к «мокроступам» и «небозёму» и засильем заимствованных иностранных слов там, где можно подобрать собственные аналоги. Где это не удаётся – новые слова «вводятся» в обиход так, чтобы не допустить разрушения уникальной и неповторимой языковой ткани. — - Сергей Смирнов  

## Список генеральных директоров Совета
- Унгку Абдул Азиз (1956—1957)[5]
- Сеид Насир Исмаил (1957—1969)
- Али Хаджи Ахмад (1969)
- Суджак Рахиман (1971—1976)
- Хассан Ахмад (1976—1988)
- Джумаат Мохамад Нур (1988—1993)
- А. Азиз Дераман (1994—2004)
- Фирдаус Абдуллах (2005—2008)
- Термузи Абдул Азиз (2008—2012)
- Аванг Сариян (2012-2016)
- Абдул Азис Абас (2016-2018)
- Абанг Салехуддин Абанг Шокеран (2019 -)